# Course en ligne féminine aux championnats du monde de cyclisme sur route 1996
Navigation
1995 1997
La course en ligne féminine aux championnats du monde de cyclisme sur route 1996 a lieu le 9 octobre 1996 à Lugano en Suisse. Elle est remportée par la Suissesse Barbara Heeb.

## Classement
|                                    | Coureuse                  | Pays        |    | Temps          |
| ---------------------------------- | ------------------------- | ----------- | -- | -------------- |
| Médaille d'or, Coupe du Monde      | Barbara Heeb              | Suisse      | en | 2 h 53 min 5 s |
| Médaille d'argent, Coupe du Monde  | Rasa Polikevičiūtė        | Lituanie    | +  | 17 s           |
| Médaille de bronze, Coupe du Monde | Linda Jackson             | Canada      |    | 37 s           |
| 4                                  | Laura Charameda           | États-Unis  |    | 1 min 51 s     |
| 5                                  | Jolanta Polikevičiūtė     | Lituanie    |    | 1 min 51 s     |
| 6                                  | Alessandra Cappellotto    | Italie      |    | 1 min 51 s     |
| 7                                  | Jeannie Longo-Ciprelli    | France      |    | 1 min 51 s     |
| 8                                  | Edita Pucinskaite         | Lituanie    |    | 1 min 51 s     |
| 9                                  | Aleksandra Koliaseva      | Russie      |    | 1 min 51 s     |
| 10                                 | Catherine Marsal          | France      |    | 1 min 51 s     |
| 11                                 | Zulfiya Zabirova          | Russie      |    | 1 min 56 s     |
| 12                                 | Hanka Kupfernagel         | Allemagne   |    | 3 min 10 s     |
| 13                                 | Sigrid Corneo             | Italie      |    | 5 min 18 s     |
| 14                                 | Yvonne Schnorf-Wabel      | Suisse      |    | 5 min 30 s     |
| 15                                 | Heidi Van De Vijver       | Belgique    |    | 6 min 29 s     |
| 16                                 | Valeria Cappellotto       | Italie      |    | 6 min 36 s     |
| 17                                 | Diana Rast                | Suisse      |    | 6 min 49 s     |
| 18                                 | Lenka Ilavská             | Slovaquie   |    | 9 min 0 s      |
| 19                                 | Kerstin Scheitle          | Allemagne   |    | 9 min 1 s      |
| 20                                 | Marcia Eicher-Vouets      | Suisse      |    | 9 min 1 s      |
| 21                                 | Elisabeth Chevanne-Brunel | France      |    | 9 min 1 s      |
| 22                                 | Leigh Hobson              | Canada      |    | 9 min 1 s      |
| 23                                 | Roberta Bonanomi          | Italie      |    | 9 min 1 s      |
| 24                                 | Jocelyne Messori-Hugi     | France      |    | 12 min 15 s    |
| 25                                 | Svetlana Boubnenkova      | Russie      |    | 12 min 15 s    |
| 26                                 | Natalja Bubentchikova     | Russie      |    | 12 min 15 s    |
| 27                                 | Sophie Swaertvaeger       | France      |    | 12 min 15 s    |
| 28                                 | Fátima Blázquez           | Espagne     |    | 16 min 26 s    |
| 29                                 | Imelda Chiappa            | Italie      |    | 16 min 26 s    |
| 30                                 | Clara Hughes              | Canada      |    | 16 min 26 s    |
| 31                                 | Tanja Hennes-Schmidt      | Allemagne   |    | 18 min 5 s     |
| 32                                 | Edith Klep                | Pays-Bas    |    | 18 min 5 s     |
| 33                                 | Tanja Klein               | Autriche    |    | 18 min 5 s     |
| 34                                 | Pamela Schuster           | États-Unis  |    | 18 min 5 s     |
| 35                                 | Karen Kurreck             | États-Unis  |    | 18 min 5 s     |
| 36                                 | Ragnhild Kostøl           | Norvège     |    | 18 min 5 s     |
| 37                                 | Daniela Vogel             | Suisse      |    | 19 min 15 s    |
| 38                                 | Yvonne McGregor           | Royaume-Uni |    | 19 min 15 s    |
| 39                                 | Caroline Alexander        | Royaume-Uni |    | 19 min 15 s    |

|                      | Coureuse           | Pays        |  | Temps       |
| -------------------- | ------------------ | ----------- |  | ----------- |
| Autres compétitrices |                    |             |  |             |
| 42                   | Ana Burgos         | Espagne     |  | 19 min 15 s |
| 43                   | Ingunn Bollerud    | Norvège     |  | 19 min 15 s |
| 47                   | Cindy Pieters      | Belgique    |  | 22 min 55 s |
| 48                   | Bogumiła Matusiak  | Pologne     |  | 23 min 10 s |
| 49                   | Mari Holden        | États-Unis  |  | 23 min 10 s |
| 51                   | Marie-José Chaléat | France      |  | 23 min 10 s |
| 52                   | Rosa Bravo         | Espagne     |  | 26 min 10 s |
| 54                   | Daniela Veronesi   | Saint-Marin |  | 26 min 45 s |
| 56                   | Vera Hohlfeld      | Allemagne   |  | 27 min 10 s |
| 58                   | Gulnara Fatkúlina  | Russie      |  | 27 min 10 s |
| 60                   | Jenny Algelid      | Suède       |  | 27 min 10 s |
| 62                   | Tea Vikstedt-Nyman | Finlande    |  | 27 min 10 s |
| 66                   | Anne Samplonius    | Canada      |  | 27 min 10 s |
| 71                   | Megan Hughes       | Royaume-Uni |  | 27 min 10 s |
| 73                   | Valentyna Karpenko | Ukraine     |  | 34 min 11 s |